# Vijeće država Švicarske
Vijeće država (njem. Ständerat, fra. Conseil des États, tal. Consiglio degli Stati, roh. Cussegl dals Stadis) je gornji dom švicarske Savezne skupštine koji predstavlja pojedinačne švicarske savezne države tj. kantone. Sastoji se od 46 zastupnika, po dva za 20 kantona i po jedan za 6 polukantona.

## Izborni sustav
Način izbora predstavnika u Vijeće država određuje svaki kanton pojedinačno. Dva kantona, Neuchatel i Jura, koriste razmjerni izborni sustav. Svi ostali kantoni biraju svoje predstavnike dvokružnim većinskim sustavom. U prvom krugu izbora kandidat mora osvojiti apsolutnu većinu kako bi bio izabran. U drugome krugu relativna većina je dovoljna, tj. izabrana su dva kandidata koja su osvojila najveći broj glasova.
Izbori se održavaju u isto vrijeme kada i izbori za Nacionalno vijeće, osim u kantonu Appenzell Innerrhoden gdje se izbori održavaju tijekom Landsgemeinde (opće skupštine svih građana) u mjesecu travnju koji prethodi izborima na saveznoj razini.

## Povijest
Vijeće država uspostavio je Savezni ustav iz 1848. godine. Parlament s dva doma rezultat je kompromisa između velikih i malih kantona. Veći kantoni, u kojima su na vlasti uglavnom bili Liberali, htjeli su jednodomni parlament s razmjernim izbornim sustavom. Manji kantoni smatrali su da će to u potpunosti umanjiti njihov politički utjecaj. Stoga je odlučeno da se osnuje dvodomni parlament u kojem bi Vijeće država, kao nasljednik Saveznog sabora, služilo za obranu interesa svih kantona.
Prvo zasjedanje Vijeća država zajedno s Nacionalnim vijećem održano je 6. studenog 1848. godine. Tijekom zasjedanja kao sjedište Vijeća država kao i ostalnih saveznih autoriteta određen je grad Bern, kao savezni grad.
1925. godine Liberali gube apsloutnu većinu u Vijeću koju su imali od prvih izbora.
1971. godine prvi put jedna žena, Lise Girardin, je izabrana u Vijeće država.
1979. broj zastupnika s 44 povećan je na 46 nakon stvaranja kantona Jura.

## Sastav

### Predsjedanje
Vijeće država bira svog predsjednika, prvog i drugog potpredsjednika iz redova izabranih zastupnika. Mandat im traje godinu dana i nije obnovljiv.
U pravilu, predsjednik Vijeća ne sudjeluje u raspravama, a glasuje samo ukoliko je potrebno donijeti odluku koja zahtijeva većinu oba doma parlamenta. U slučaju jednakog broja glasova za neku odluku predsjednik odlučuje o ishodu glasovanja.

### Broj zastupnika po strankama (2003.-2023.)
| Stranka | Stranka                              | Ideologija                 | 2003. | 2007. | 2011. | 2015. | 2019. | 2023. |
| ------- | ------------------------------------ | -------------------------- | ----- | ----- | ----- | ----- | ----- | ----- |
|         | Centar                               | demokršćanstvo             | 15    | 15    | 13    | 13    | 13    | 15    |
|         | FDP-Liberali                         | liberalizam                | 14    | 12    | 11    | 13    | 12    | 11    |
|         | Socijaldemokrati                     | socijaldemokracija         | 9     | 9     | 11    | 12    | 9     | 9     |
|         | Narodna stranka                      | nacionalni konzervativizam | 8     | 7     | 5     | 5     | 6     | 6     |
|         | Zeleni                               | zelena politika            |       | 2     | 2     | 1     | 5     | 3     |
|         | Zeleni liberali                      | zeleni liberalizam         |       | 1     | 2     |       |       | 1     |
|         | Ostale stranke i nezavisni kandidati |                            |       |       | 2     | 2     | 1     | 1     |